# USS Enterprise (NCC-1701-A)
A USS Enterprise (NCC-1701-A) é uma nave estelar do universo ficcional de Star Trek, sendo a terceira (seguindo a cronologia do universo Star Trek) nave da Federação Unida dos Planetas a possuir o nome de Enterprise.

## Origens e desenho
A Enterprise-A usa o mesmo modelo de filmagem que sua predecessora, a NCC-1701. A nave original foi destruída em Star Trek III: The Search for Spock, parcialmente porque o supervisor de efeitos especiais Ken Ralston odiava o modelo original e queria construir um novo, mais fácil de filmar. Entretanto, os  coprodutores fizeram a decisão mais barata de ter uma duplicata da nave anterior. Seis semanas foram passadas restaurando e modificando o modelo. Quando ela foi revelada pela primeira vez, ao final de Star Trek IV: The Voyage Home, os números no casco foram alterados para "NCC-1701-A", porém os números menores nos lados e na parte de baixo do modelo ainda mostravam "NCC-1701", um descuido por parte da equipe de efeitos.
Os cenários existentes da Enterprise nos primeiros quatro filmes, com exceção  da ponte, foram modificados para serem usados em Star Trek: The Next Generation. Alguns cenários da The Next Generation foram subsequentemente modificados para serem usados nas filmagens do quinto e sexto filmes da franquia, apesar de alguns novos terem sido construídos.
Em outubro de 2006, a Christie's realizou um leilão de vários intens usados nas séries e filmes de Star Trek. No leilão o modelo da USS Enterprise-A usado nos filme foi vendido por um valor de US$ 240 000.

## Representação
A classe-Constitution USS Enterprise-A foi comissionada em 2286, ao final dos eventos de Star Trek IV: The Voyage Home. Foi a segunda nave da Federação a ter o nome de Enterprise. A nave é colocada sob o comando do recém rebaixado Capitão James T. Kirk, como "punição" pelos atos de sua tripulação em Star Trek III: The Search for Spock. Ela substitui a USS Enterprise original, destruída em Star Trek III. Apesar de exteriormente ideêntica à sua predecessora, a nova nave sofre de vários problemas que o Engenheiro Chefe Montgomery Scott e a Oficial de Comunicações Uhura têm de resolver antes de sua primeira missão.
Em Star Trek V: The Final Frontier, a Enterprise-A é enviada para resgatar embaixadores no planeta Nimbus III. O renegado vulcano Sybok e seus seguidores sequestram a nave e levam-na para um planeta no centro da galáxia, onde Kirk e sua tripulação eventualmente retomam seu o controle. Vários livros e quadrinhos exploram o período de seis anos entre os eventos do quinto e do sexto filme da série. Em Star Trek VI: The Undiscovered Country, a Enterprise escolta o Chanceler Klingon Gorkon para uma conferência de paz na Terra. O general klingon Chang, junto com traidores a bordo da Enterprise, fazem parecer que a Enterprise atirou na nave do chanceler. Os klingons prendem Kirk e Leonard McCoy; Spock e a tripulação, desobedecendo as ordens da Frota Estelar, resgatam os dois. A Enterprise encontra e, com a ajuda da USS Excelsior, destrói a nave de Chang. O filme conclui-se com a Frota ordenando que a nave retorne para doca para ser descomissionada.